# Менский район
Ме́нский райо́н (укр. Менський район) — административно-территориальная единица Черниговской области Украинской ССР (до 1991 г.) и независимой Украины, существовавшая с 1932 по 2020 год. Административный центр — город Мена.

## География
Менский район располагался в центре Черниговщины и занимал площадь 1376 км². На севере Менский район граничил со Сновским (Щорским), на северо-востоке — с Корюковским, на юго востоке — с Борзнянским, на юго-западе — с Куликовским, на западе — с Черниговским, на северо-западе — с Городнянским районами.
Административный центр город Мена располагался в восточной части района, на пересечении железной дороги Гомель — Бахмач и автомобильной дороги Чернигов — Новгород-Северский, на реке Мене. Также ро территории района протекала река Десна.

## История
Менский район был образован в 1932 году. Он вошёл в состав Черниговской области Украинской ССР Советского Союза. 30 ноября 1960 года к Менскому району были присоединены части территорий упразднённых Березнянского и Корюковского районов.
17 июля 2020 года в результате административно-территориальной реформы Менский район вошёл состав Корюковского района.

## Демография
Население на 01.01.2006 г. — 42 300 жителей, в том числе в городских условиях проживали около 21 тыс. чел. Всего насчитывалось 56 населённых пунктов.

## Населённые пункты
В Менский район входили 2 посёлка городского типа — Березна, Макошино. Сёла: Покровское, Локнистое, Семёновка, Стольное, Блистова, Николаевка, Синявка, Куковычи, Борковка, Волосковцы, Осьмаки, Лески, Гусавка, Максаки и другие.

### Исчезнувшие населённые пункты
- Макошинское

## Политика
Менские казаки были переселены российской императрицей Екатериной II на Кубань, где основали в 1794 году Менской курень, ныне станица Староминская Краснодарского края России.

## Археология
- В селе Блистова найден каролингский меч (тип S), который датируется второй половиной X — первой половиной XI века[4][5].